# Neurostrota magnifica
Neurostrota magnifica is een vlinder uit de familie van de mineermotten (Gracillariidae). De wetenschappelijke naam van de soort werd voor het eerst geldig gepubliceerd in 2006 door Landry.